# Himno del Cuzco
El Himno del Cusco es, junto con la bandera y el escudo, uno de los símbolos oficiales de la ciudad del Cusco, Perú. 

## Historia
La letra del himno fue creada en 1944 por el poeta cusqueño Luis Nieto Miranda y la música fue compuesta por el músico también cusqueño Roberto Ojeda Campana y fue utilizada desde ese mismo año en la celebración del primer día del Cusco.  El 11 de junio de 1984, el Consejo Provincial de la Municipalidad del Cusco, mediante Acuerdo Municipal N° 17 declaró oficial e intangible el texto original de la letra del himno mandando que el mismo sea entonado en todo acto público inmediatamente después del Himno Nacional del Perú.
Los maestros Faustino Espinoza Navarro y Mario Mejía Waman, miembros de la Academia Mayor de la Lengua Quechua tradujeron la letra del himno al quechua en 1991. El 7 de marzo de 2019, la Municipalidad Provincial del Cusco expidió la ordenanza N° 007-2019 a través de la cual declara de interés público y de necesidad histórica la instauración de la entonación del Himno del Cusco en quechua en los actos cívicos de todas las instituciones públicas y privadas de la provincia del Cusco.

## Letra
Himno del Cusco
(Letra completa en Español)
Letra: Luis Nieto Miranda
Música: Roberto Ojeda Campana

Coro:
Cusco, Cusco es tu nombre sagrado
como el sol del inkario inmortal
todo el mundo te lleva en el pecho
como canto y bandera triunfal.
Invencible bastión de tu raza,
te saludan los pueblos de pie;
y la patria que se honra en tu estirpe
te coloca en la frente un laurel.

Estrofas:
Cusco eterno, tus áureas reliquias
trabajaron orfebres del Sol.
Tus hazañas tallaron los siglos
y tu imagen la gloria esculpió
Que se pongan de pie las naciones,
que disparen su canto de estrellas
y que el mundo te rinda homenaje
inclinando en tu honor su pendón.
Qosqo Yupaychanan Taki
(Letra completa en Quechua Sureño)
Letra: Luis Nieto Miranda
Música: Roberto Ojeda Campana

Qhuchuntin:
Qosqo, Qosqo willkasqan sutiyki
inkapachaq Tayta Intin hina
tiqsimuyun qhasqunpi apasunki
haylli taki unanchantahina.
Mana llalliy sanaykiq pukaran,
llaqtakunan much'aykusunki;
Suyutaqmi aylluykiwan samisqa
mat'iykiman pilluta churan.

Yarayma:
Wiñay Qosqo, Inti qurimanyankunan
illaykikunata llank'arqan.
Hayllinkikunatan pacha llaqllarqan
wankikitaqaq Kusi Pacha.
Llapan suyukuna sayarichun,
ch'aska takinkuta wach'ichispa
lliw pachataq yupaychasunkiku
unanchanta k'umuykachispa.

#### Libros y publicaciones
- Mendoza, Zoila (2006). Crear y sentir lo nuestro: folclor, identidad regional y nacional en el Cusco, siglo XX (Primera edición). Lima: Fondo Editorial de la PUCP. ISBN 9972-42-770-6.

- Datos: Q76668728
- Multimedia: Himno del Cusco / Q76668728